# 2. Sinfonie (Weill)

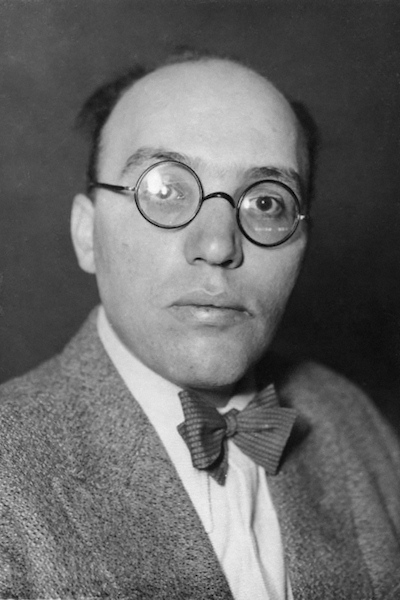
Kurt Weill (1932)

Die 2. Sinfonie des 1933 aus Deutschland emigrierten Komponisten Kurt Weill (1900–1950) wurde 1934 in Amsterdam durch Bruno Walter uraufgeführt.

## Entstehung
Kurt Weills 2. Sinfonie entstand im Auftrag der Mäzenin Winnaretta Singer, der Princesse Edmond de Polignac, zugleich Widmungsträgerin des Werks. Im Januar 1933 in Berlin begonnen, wurde die Komposition im März einerseits durch die Flucht Weills nach Frankreich in Folge der nationalsozialistischen Machtübernahme, andererseits durch die Arbeit am Ballett Die sieben Todsünden unterbrochen. Im Dezember 1933 konnte Kurt Weill die Skizze in Louveciennes nahe Paris abschließen und im Februar 1934 die Partitur fertigstellen.

## Uraufführung und Rezeption
Nach einer Privataufführung in Paris im Hôtel particulier der Princesse Edmond de Polignac fand die eigentliche Uraufführung am 11. Oktober 1934 durch das Concertgebouw-Orchester in Amsterdam statt, geleitet von Bruno Walter. Die Zuhörerschaft reagierte positiv, die Kritik eher verhalten, wobei auch antisemitische Ressentiments durchklangen. 
Walter dirigierte die Sinfonie kurz darauf zweimal in New York, 1937 dann auch in Wien. Anschließend verschwand sie für rund 30 Jahre von den Konzertprogrammen. Ihre Berliner Premiere erlebte sie erst 1975.

## Besetzung und Spieldauer
Die Partitur sieht folgende Besetzung vor: 2 Flöten (beide auch Piccoloflöte), 2 Oboen, 2 Klarinetten, 2 Fagotte, 2 Hörner, 2 Trompeten, 2 Posaunen, Pauken, Schlagwerk ad libitum (Triangel, Gong, Paarbecken, Wirbeltrommel, Rührtrommel, Große Trommel) und Streicher.
Das zusätzliche Schlagwerk neben der Pauke im 2. und 3. Satz fehlt im ursprünglichen Autograph und wurde von Weill nachträglich auf Wunsch Bruno Walters integriert, wobei auch dieser nach der Uraufführung wieder davon abkam.
Die Aufführungsdauer beträgt etwa 25 bis 28 Minuten.

## Aufbau und Charakterisierung
Die drei Sätze der Sinfonie tragen folgende Tempobezeichnungen:
1. Sostenuto – Allegro molto
2. Largo
3. Allegro vivace – Presto

Der erste Satz folgt der Sonatenform mit langsamer Einleitung, der zweite ist ein Trauermarsch, der dritte ein Rondo, dessen Tarantella-artige Coda auf dem Trauermarschthema des zweiten Satzes basiert. „In der Klarheit und Brillanz des Klangbildes offenbart Weill […] seine Affinität zur Musik Mozarts, während die romantischen und volkstümlichen Züge des Werks zeigen, was er von Schubert und Mahler gelernt hat.“
Weill wollte der Sinfonie keine programmatische Bedeutung hinterlegt wissen und konzedierte dem Uraufführungsdirigenten Bruno Walter, der einen bildhafteren Titel wünschte, nur widerwillig die Bezeichnung „Symphonische Fantasie“.